# Canal+ (canal de televisión español)
Canal+ (pronunciado Canal Plus) fue un canal de televisión español de pago, que emitió de 1990 a 2016. El canal, pionero de pago en España, tomaba el nombre de su homólogo francés Canal+, que contó con más versiones en otros países europeos.
Canal+ empezó sus emisiones el 8 de junio de 1990 a las 21:00 horas, a través de la licencia analógica otorgada a Sogecable (renombrado Prisa TV en 2011). El 31 de enero de 1997, se estrena la plataforma de pago Canal Satélite Digital, y el canal pasa a estar disponible a su vez en la televisión por satélite. El 7 de noviembre de 2005, cede su señal analógica al canal generalista Cuatro, pasando a estar disponible exclusivamente a través de la plataforma satélite Digital+. En 2010 empezó a estar disponible en otras plataformas de pago, hasta el lanzamiento el 8 de julio de 2015 de Movistar+, que lo emitía en exclusiva. Finalmente el 1 de febrero de 2016, Canal+ fue sustituido por el nuevo canal generalista «#0».

## Historia

### Inicio de emisiones
Canal+ nació de la mano de Sogecable al obtener esta una de las tres licencias para televisión privada analógica de ámbito nacional sacadas a concurso por el Gobierno en 1988. Se trató de una concesión especial para las características del canal, que le obligaba a emitir seis horas en abierto al día, siendo el resto de las emisiones codificadas, exclusivas para abonados. Inicialmente, la cuota era de 3000 pesetas/mes, aunque posteriormente fue aumentando hasta 4000 pesetas/mes, aparte de las 15 000 pesetas en concepto de fianza por el descodificador. En sus orígenes, Sogecable ostentaba el 25% del accionariado (el máximo permitido por la Ley), teniendo Canal+ Francia otro 25, BBVA y Grupo March un 15% cada una y el resto a partes iguales entre Caja Madrid, Bankinter y Grucysa.
El 8 de junio de 1990 Canal+ inicia sus emisiones en pruebas, y el 14 de septiembre del mismo año las regulares, ofreciendo por primera vez televisión de pago en España mediante un sistema decodificador de la señal, que se emite cifrada mediante el sistema Nagravisión.
La programación en abierto incluyó programas de alta popularidad como Las noticias del guiñol (caricaturas humorísticas de personajes conocidos, deportistas y políticos); Primer plano (presentado por Maribel Verdú y Fernando Guillén Cuervo); Magacine; Lo + Plus (magazine con entrevistas y espacios de humor) o Del 40 al 1, versión televisiva del popular repaso a la lista de Los 40 Principales. 
En codificado, cine de estreno todas las noches (entre ellas las películas X cada noche de viernes) y las transmisiones en exclusiva de fútbol en directo se tradujeron en un importante número de abonados, entre los que hay que destacar los establecimientos de hostelería que ofrecían con ello a sus clientes la visualización de los partidos. En 1995 la cadena alcanza el millón de abonados.

### Inicio de emisiones en digital
El 1 de septiembre de 1997, se produce una renovación de la imagen corporativa del canal, que no había tenido modificaciones desde su estreno en 1990. Con el estreno el 31 de enero de 1997 de Canal Satélite Digital, la plataforma digital de Sogecable, pasa a estar disponible a su vez en la televisión por satélite y se crean dos versiones del canal, «Canal+ Azul» y «Canal+ Rojo», para conformar el paquete prémium del operador.
El 21 de julio de 2003, se lanza Digital+, la plataforma resultante de la fusión de Canal Satélite Digital y Vía Digital, que hasta entonces habían competido entre sí. Esta nueva plataforma amplia el paquete de canales de Canal+, con «Canal+ ...30» (con la misma programación, pero con media hora de retraso), «Canal+ 2» (segunda cadena, con programas de la primera en diferentes horarios), así como «Canal+ 16:9», pionero en las emisiones panorámicas, hasta que su formato fue implantando al resto de canales en sustitución del estándar 4:3, a finales de 2009.

### Fin de la señal analógica terrestre
En 2005, Sogecable solicitó al Ministerio de Industria la modificación de las condiciones de la concesión de la Ley de Televisión Privada, para mediante la autorización de emisión en abierto 24 horas de la señal analógica, sustituir Canal+ por un canal nuevo. A partir del 7 de noviembre de 2005, Canal+ pasó a emitirse exclusivamente a través de la plataforma de pago Digital+, cediendo su señal analógica al nuevo canal generalista Cuatro.

### Pionero en emisiones de varios formatos
El 29 de enero de 2008, se lanza Canal+ HD, el primer canal en alta definición del país. Este canal empezó emitiendo contenidos en alta definición de los canales del grupo, para a partir de julio de ese año, pasar a reemitir los contenidos en alta definición de la propia señal de Canal+. En cuanto al ratio de imagen, a partir del 6 de noviembre de 2009, Canal+ emitió en 16:9 permanentemente. Por otra parte, el 18 de mayo de 2010, se lanzó Canal+ 3D, siendo el primer canal español en emitir en este formato y para cuya visualización era necesario el decodificador iPlus y una televisión 3D. La televisión estereoscópica no llegó a cuajar, cesando sus emisiones 1 de agosto de 2015

### Efímero paso de Canal+ 2 por la TDT Premium
El 23 de agosto de 2010, su segundo canal Canal+ 2, renombrado como «Canal+ Dos», inició sus emisiones en la TDT de España. Sustituyó la señal de 40 Latino, y se trataba de un canal de pago de la denominada «TDT Premium», con una programación basada en cine, series, documentales y varios contenidos de Canal+, excepto los deportivos. El 19 de diciembre de 2011 cesaron sus emisiones en la televisión terrestre, debido a su reducido número de abonados.

### Cambio de denominación
Con el cambio de nombre de la plataforma Digital+ a Canal+, realizado el 17 de octubre de 2011, los nombres de los canales principales fueron modificados, por lo que Canal+ adquirió el nombre de Canal+ 1 y Canal+ Dos recuperó su denominación original de Canal+ 2.
Tras la compra de la plataforma Canal+ por parte de Telefónica y el posterior lanzamiento de Movistar+, plataforma resultante de la fusión con «Movistar TV», el 8 de julio de 2015 el canal volvió a denominarse Canal+.

### Fin de emisión
El 1 de diciembre de 2015, Movistar+ anunció el cese de emisiones de Canal+, para dar paso a uno nuevo de la misma temática llamado #0. El 1 de febrero de 2016 se produjo el cese de emisiones del canal, tras la emisión del documental Informe Robinson «Cuando fuimos campeones», dedicado al triunfo mundialista de la selección española en la Copa del Mundo de Sudáfrica 2010, campeonato que Canal+ transmitió para sus abonados en España.

## Eventos deportivos

### Fútbol
Durante 25 años consecutivos, transmitió en exclusiva el partido más destacado de cada jornada de Primera División (entre las temporadas 1990/91 y 2014/15), conocido como «el partidazo del plus» y presentado por Carlos Martínez y Michael Robinson, quienes alcanzaron una enorme popularidad en España. Respecto a la Segunda División, emitió el mejor partido de la jornada durante 20 años (entre las temporadas 1995/96 y 2014/15), en el horario del mediodía del domingo. Emitió además en varias temporadas, la mejor eliminatoria por ronda de la Copa del Rey. 
En cuanto a fútbol internacional, durante los años 1990 hasta mediados de la década del 2000, contó con los derechos televisivos del campeonato italiano, inglés o argentino. Además de estos campeonatos nacionales, ostentó entre las temporadas 2003/04 y 2008/09 los derechos de pago para España de la Liga de Campeones.

### Baloncesto
Durante 20 años consecutivos, transmitió en exclusiva los partidos más destacados de la NBA (desde la temporada 1995/96 a la 2014/15) y espacios relacionados como «NBA+» o «Generación NBA». Durante cuatro temporadas, de 1999 a 2003, transmitió a su vez la ACB.

### NFL (fútbol americano)
Durante casi 20 años, Canal Plus transmitió también en exclusiva el mejor partido de la jornada de la liga NFL de fútbol americano, así como los resúmenes de lo acontecido en el mencionado torneo, a través de diversos programas. A su oferta de fútbol americano se le sumaba la retransmiisión en directo de la Super Bowl, la gran final del campeonato NFL.

## Cine
El canal también se caracterizó por su cuidada apuesta por el cine, emitiendo las películas más populares tan solo unos meses después de su estreno en salas, tanto de cine estadounidense como español e internacional y de todos los géneros, tanto familiar como para adultos, alcanzando mucha popularidad social por emitir una película de cine X todas las madrugadas de viernes, siendo también las películas del género mencionado estrenos de la época.
A través del programa "Piezas", un mini espacio que intercalaba en los bloques de publicidad, Canal + emitió también cortometrajes, tanto de animación como de acción real.
Desde 1990 emitió además la ceremonia de entrega de los Premios Oscar en directo desde Los Ángeles, retransmisión que, hasta la llegada del canal, hacía Televisión española.

## Canales de la marca Canal+
Con el estreno el 31 de enero de 1997 de Canal Satélite Digital, la plataforma digital de Prisa TV, se crean las dos primeras versiones del canal, «Canal+ Azul» y «Canal+ Rojo», para conformar el paquete prémium del operador.
El 21 de julio de 2003, se lanza Digital+, la plataforma resultante de la fusión de Canal Satélite Digital y Vía Digital. Esta nueva plataforma amplia el paquete de canales de Canal+, con «Canal+ ...30» (con la misma programación, pero media hora después), «Canal+ 2» (segunda cadena, con programas de la primera en diferentes horarios) y seis canales temáticos (tres canales de «Canal+ Cine» y otros tres de «Canal+ Deporte»), reemplazando a «Canal+ Azul» y «Canal+ Rojo», así como «Canal+ 16:9», pionero en las emisiones panorámicas, hasta que su formato fue implantando en sustitución del estándar 4:3, a finales de 2009.
El 1 de febrero de 2007, se produce una reestructuración de los canales de la marca plus, fusionando los canales del paquete de Canal+ Cine con Cinemanía («Canal+ Acción», «Canal+ Comedia» y «Canal+ DCine») y los de Canal+ Deporte, que pasan a «Canal+ Deportes», «Canal+ Fútbol» y «Canal+ Eventos».
El 29 de agosto de 2009, comenzaron las emisiones de Canal+ Liga, destinado a emitir varios partidos de cada jornada (3 entre las temporadas 2009/10 a 2011/12 y 8 de la 2012/13 a la 2015/16) del Campeonato Nacional de Liga de Primera División, que hasta la temporada 2008/09 se emitían en la modalidad de pago por visión (PPV). El 16 de agosto de 2012, nace Canal+ Liga de Campeones, destinado a cubrir los partidos de la Liga de Campeones entre las temporadas 2012/13 y 2014/15.

## Presentadores
A continuación una lista con las caras más conocidas que han pasado por la cadena:
| - Ana García-Siñeriz - Fernando Schwartz - Máximo Pradera - Fernandisco - Joaquín Luqui - Marta Reyero - Hilario Pino - José Ramón Pindado - Ramón Arangüena - Nico Abad - Raquel Sánchez Silva - Antonio Muñoz de Mesa - Jaume Figueras - Paloma Concejero - Frank Blanco - Manuela Velasco - Joaquín Ramos Marcos - Marcos López - Jorge Valdano | - Manu Carreño - Juanma Castaño - Ignacio Lewin - Lobo Carrasco - Josep Pedrerol - Andrés Montes - Cristina Teva - Michael Robinson - Carlos Martínez - Javier Coronas - Raúl Cimas - Iñaki Gabilondo - José Antonio Ponseti - Santiago Cañizares - Julio Maldonado "Maldini" - Antoni Daimiel - David Carnicero - Nacho Aranda - Jon Sistiaga |

## Disponibilidad en otras plataformas
El canal estuvo disponible en otras plataformas de televisión desde 2010 hasta el cambio de denominación y de contenido del canal en 2015:
| Operador    | Tipo  | Ámbito   | Inicio de las emisiones | Fin de las emisiones |
| ----------- | ----- | -------- | ----------------------- | -------------------- |
| Telecable   | Cable | Asturias | 4 de junio de 2010      | 8 de julio de 2015   |
| Orange TV   | IPTV  | Nacional | 19 de agosto de 2010    | 8 de julio de 2015   |
| ONO         | Cable | Nacional | 1 de diciembre de 2010  | 20 de abril de 2015  |
| Movistar TV | IPTV  | Nacional | 17 de agosto de 2011    | 8 de julio de 2015   |
| Jazzbox     | Yomvi | Nacional | 24 de octubre de 2011   | 8 de julio de 2015   |
| Euskaltel   | Cable | Euskadi  | 1 de agosto de 2012     | 8 de julio de 2015   |
| R           | Cable | Galicia  | 21 de agosto de 2012    | 8 de julio de 2015   |
| Vodafone TV | Cable | Nacional | 20 de abril de 2015     | 8 de julio de 2015   |

## Imagen corporativa
Desde que empezaron sus emisiones en 1990, Canal+ compartía la imagen corporativa con su homóloga francesa; la cual era una elipse de colores giratoria con la palabra CANAL+ en letras negras con borde blanco o blancas en su totalidad encima de la elipse, que estaba inclinada sobre un eje a 30° aproximadamente. La cortinilla de inicio de emisión era igual que la francesa del período 1984-1992, solo cambiando la sintonía, que fue compuesta por Manolo Sanlúcar.
Las cortinillas de inicio de espacio eran la elipse apareciendo sobre su eje con la palabra CANAL+ rellena con interferencias, al igual que en la versión francesa. Hasta que en 1994 aparecieron unas nuevas cortinillas en los que la elipse gira sin inclinar; volviéndose en blanco y negro cuando aparecía el logo correspondiente al espacio a emitir, con una cuenta atrás desde 5.
En 1997, la elipse fue eliminada del logo y su imagen corporativa se basó en unos cuadrados de colores que cambiaban de tamaño y color. Esta tipografía se mantuvo hasta 2005, cuando pasó a unas cortinas de transición. Más tarde, su imagen corporativa pasó a basarse en cubos 3D.
El 24 de junio de 2014 todos los canales con la marca plus (Canal+ 1, Canal+ 2, Canal+ Series, Canal+ Deportes, etc.) renovaron su estilo visual y su identidad de marca. Este cambio de imagen fue desarrollado por la agencia «Erretrés» y consiste fundamentalmente en mostrar las ideas de algunos de los usuarios de la plataforma en relación con los contenidos de estas cadenas, otorgándoles así mayor protagonismo.

### Logos

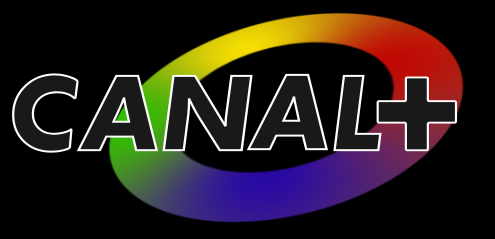
Primer logotipo empleado por Canal+ España desde su nacimiento.
Logotipo utilizado por Canal+ España desde el 1 de septiembre de 1997.
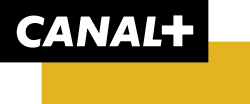
Logotipo utilizado por Canal+ España entre 2005 y 2008.
Logotipo utilizado por Canal+ España entre 2008 y 2011.
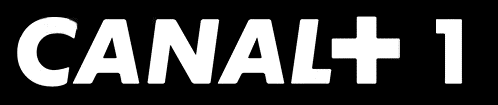
Logotipo empleado desde el 17 de octubre de 2011 hasta el 8 de julio de 2015.
Logotipo empleado por Movistar+ desde el 8 de julio de 2015 hasta el 1 de febrero del 2016.
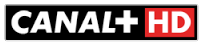
Logotipo usado para la señal en Alta Definición desde 2008 hasta 2011.